# براندون فيرنانديز
براندون فيرنانديز (20 سبتمبر 1994 بمارغاو في الهند - ) هو لاعب كرة قدم هندي في مركز الوسط. شارك مع منتخب الهند تحت 17 سنة لكرة القدم ومنتخب الهند تحت 20 سنة لكرة القدم. أما مع النوادي، فقد لعب مع سبورتينغ غوا ومومباي سيتي ونادي موهون باغان.

## وصلات خارجية
- براندون فيرنانديز على موقع إي إس بي إن إف سي (الإنجليزية)
- براندون فيرنانديز على موقع قاعدة بيانات كرة القدم.إي يو (الإنجليزية)
- براندون فيرنانديز على موقع ناشيونال فوتبول تيمز (الإنجليزية)
- براندون فيرنانديز على موقع Soccerway.com (الإنجليزية)
- براندون فيرنانديز على موقع عالم كرة القدم.نت (الإنجليزية)